# Ghiacciaio Barré
Il ghiacciaio Barré  è un ghiacciaio situato sulla costa della Terra di Adelia, in Antartide. Si tratta di un ghiacciaio lungo circa 9 km e largo altrettanto che, partendo dall'altopiano continentale, fluisce verso nord fino ad entrare in mare a est di capo Pepin.

## Storia
Il ghiacciaio Barré è stato avvistato per la prima volta nel 1840 nel corso della spedizione esplorativa francese comandata da Jules Dumont d'Urville, il quale comunque, stando alle mappe da egli tracciate della costa, non lo riconobbe come un ghiacciaio. Successivamente il ghiacciaio fu fotografato durante ricognizioni aeree effettuate nel corso dell'Operazione Highjump nel gennaio del 1947, e quindi mappato più nel dettaglio durante una spedizione francese svolta dal 1951 al 1952. In seguito esso è stato così battezzato dal Comitato consultivo dei nomi antartici in onore di Michel Barré, comandante della squadra invernale della sopraccitata spedizione francese.